# Струве, Николай Густавович
Никола́й Гу́ставович фон Стру́ве (13 апреля 1875 — 3 ноября 1920, Париж) — российский музыкальный деятель. Сын инженера и предпринимателя Густава Струве, потомок династии дипломатов и государственных служащих. Мать Струве, урождённая баронесса фон Остен-Дризен, училась игре на фортепиано в Дрездене у Фрица Шпиндлера.

## Биография
Окончил Дрезденскую консерваторию, ученик Феликса Дрезеке и Отто Урбаха. Опубликовал в Германии ряд музыкальных произведений.
Наиболее значительную роль Струве сыграл как управляющий делами Российского музыкального издательства, созданного в 1909 г. Сергеем Кусевицким. По воспоминаниям А. В. Оссовского,

преданность Струве новому начинанию, его горение интересами издательства были безграничны. <…> На Струве, кроме участия в совете, лежали все административные, организационные, хозяйственные и финансовые дела РМИ, ведение переписки, личные объяснения с композиторами, руководство нотными магазинами издательства в Москве и Петербурге. Имея постоянную квартиру в Москве, он перманентно «находился на колёсах», курсируя между Москвой, Петербургом, Берлином и Лейпцигом, где в образцовой нотопечатне Рёдера печатались все издания РМИ. И Рахманинов, и Кусевицкий высоко ценили выдающиеся деловые и моральные качества Струве.

С Сергеем Рахманиновым Струве связывали близкие дружеские отношения. Рахманинов посвятил ему симфоническую поэму «Остров мёртвых» (1909), а Струве Рахманинову — вокальный цикл «Наброски».
Погиб в Париже в гостинице от черепно-мозговой травмы. Увлечённый разговором, он перегнулся через перила и был задет неограждённым лифтом.